# الشرفات (سلسلة)
الشرفات مشروع روائي للكاتب والشاعر العربي الفلسطيني إبراهيم نصر الله صدر في موازاة مشروع الملهاة الفلسطينية التأريخي والملحمي. حتى الآن ضم هذا المشروع خمسة روايات لكل منها استقلالها التام عن الروايات الأخرى. تُرجمت بعضها إلى الإنجليزية، فيما دخل بعضها الآخر في القائمة الطويلة الجائزة العالمية للرواية العربية المعروفة بجائزة «بوكر».

## ترتيب السلسلة حسب تأريخ النشر
- شرفة الهذيان صدرت عام 2005 وترجمت إلى الإنجليزية.[5][6]
- شرفة رجل الثلج صدرت عام 2009.
- شرفة العار صدرت عام 2010.
- شرفة الهاوية صدرت عام 2013, ودخلت الرواية في القائمة الطويلة للجائزة العالمية للرواية العربية لعام 2014 المعروفة بجائزة «بوكر».[4]
- شرفة الفردوس صدرت عام 2014.

## عن مشروع الشرفات
على عكس «الملهاة الفلسطينية» جائت – الشرفات – كمشروع روائي لتحقق أنموذجها الآخر عبر مستويات أخرى أكثر التحاما بالواقع، حيث يمكن اعتبارها بمثابة مرايا لواقع عصي على الفهم. فحين صدرت رواية «شرفة الهذيان»، قيل إن «إبراهيم نصر الله» يعيد اختراع أدب العبث من جديد؛ لكن ما يمكن أن لمسه أيضا، هو قدرته، في هذا المشروع ورواياته الأخرى على تقديم اقتراحات لا حدود لها في مجال البنية الروائية والغوص في عالم الإنسان العربي في تلك اللحظة الراهنة بشجاعة وعمق نادرين.
يقول د. محمد عبد القادر: إذا كان مشروع «الملهاة الفلسطينية» يرصد الرحلة الفلسطينية في مختلف مراحلها وتقلباتها، فإن مشروع «الشرفات» كما يبدو - يهتم بالحالة العربية في أحوالها ومآزقها المثيرة للغثيان. وإذا كان البعد الكوميدي ـ المأساوي هو الذي يميز «الملهاة» فإن البعد السريالي، العبثي، الفانتازي هو الذي يسم عالم «الشرفات».
أمّا «إبراهيم نصر الله» فيقول:
| الشرفات (سلسلة) | مشروع "الشرفات" هو الوجه الآخر لمشروع "الملهاة الفلسطينية"، إذ وجدت أن مشروع الملهاة سيكون ناقصا إن لم أكتب مشروعًا موازيًا له هو مشروع الشرفات، لتأمل وقراءة واقع عربي مستبد إنسانيًا وسياسيًا ولا ينتج سوى ضياع مزيد من الأوطان بمن عليها. هذا هو هاجس "الشرفات" أن أتأمل ما يحدث للإنسان العربي من سحق يومي سياسيًا واجتماعيًا؛ حيث يتحول الفرد في الإطار الاجتماعي إلى جلاد لنفسه أيضًا. | الشرفات (سلسلة) |

ويضيف «إبراهيم نصر الله» في مناسبات عدة قائلًا: قبل ان انهي رواية زمن الخيول البيضاء تمامًا، وجدت نفسي غارقًا في مشروع رواية أخرى، هي رواية شرفة الهذيان والتي أحسست بأنها باكورة مشروع روائي آخر إلى جانب الملهاة الفلسطينية هو مشروع «الشرفات», لقد تبين لي أن من المستحيل أن نفهم ما حدث لفلسطين وقضيتها بمعزل عن معرفتنا بما حدث وما زال يحدث لهذا الإنسان العربي الملقى بين ماءين وأكثر من صحراء، بل إننا لن نستطيع أن نفهم ما سيحدث لفلسطين بعيدا عن فهمنا لما يحدث في العالم العربي الآن؛ ولذا، فإن مشروع الشرفات بالنسبة لي هو الوجه الآخر للملهاة لفلسطينية، أو بمعنى آخر هو الضفةُ الأخرى للملهاة الفلسطينية، حيث لا يمكن أن يكون نهرُها بضفة واحدة أبدًا. ويضيف كذلك:
| الشرفات (سلسلة) | إن ما يؤرقني فعلا هو هذا المأزق العربي الكبير الذي نعيشه والمتجسد رعبًا في هذه الديمقراطيات الكاذبة، أو الديمقراطيات المستبدة المفرغة من كل معنى يمت للحرية بصلة، حيث تم ويتم تحويل صناديق الإقتراع فور الإنتهاء من عمليات الفرز إلى زنازين للجسد والعقل والقلب والروح والأمل والمستقبل, لقد كان هاجس الوصول إلى كتابة مختلفة - فيما يتعلق بتجربتي على الأقل - شغلي الشاغل، وكنت أتوق دائمًا إلى بداية جديدة، بل إلى مجموعة من البدايات الجديدة, بإختصار لكل منا شرفته في هذا العالم العربي، ومن ليس له شرفة في منزله فهي بالتأكيد في داخله. | الشرفات (سلسلة) |